# Bernard Barker
Bernard Leon Barker, pseudonim "Macho" (ur. 17 marca 1917, zm. 5 czerwca 2009) – amerykański polityk, oficer CIA.
W 1961 brał udział jako oficer CIA w inwazji w Zatoce Świń. Był jednym z pięciu hydraulików - włamywaczy zatrzymanych w trakcie włamania do kompleksu Watergate 17 czerwca 1972.